# 龙船塘瑶族乡
龙船塘瑶族乡，是中华人民共和国湖南省怀化市洪江市下辖的一个乡镇级行政单位。

## 行政区划
龙船塘瑶族乡下辖以下地区：
龙船塘社区、龙船塘村、小熟坪村、黄家村、翁野村、红心村、翁朗溪村、光明村、白龙村和地胜村。